# Église de Sulkava
L'église de Sulkava (en finnois : Sulkavan kirkko) est une église luthérienne située à Sulkava en Finlande.

## Description
La précédente église conçue par August Sorsa devenant trop petite, le conseil paroissial décide le 9 novembre 1817 de construire un nouvel édifice .Les travaux débutent l'automne 1821.
Les plans sont tracés par Charles Bassi le directeur de Intendance des bâtiments publics et ils seront validés par Alexandre Ier.
L'église est prête à l'automne 1822, mais ne sera inaugurée officiellement qu'en 1832.
Suivant les plans de Charles Bassi l'église devait être de style néo-classique avec une toiture plate. Mais le bâtisseur Matti Salonen adaptera la conception selon son propre style. Dès les années 1830 la partie centrale de la toiture commence à fléchir et menace de s’effondrer dans l'église.
En 1852, des travaux de réparation conçus par Ernst Lohrmann et Anders Granstedt sont dirigés par Theodor Johannes Tolpo. La partie supérieure du bâtiment est soulevée et la coupole devient octogonale. Les travaux se terminent en 1853.

## Galerie

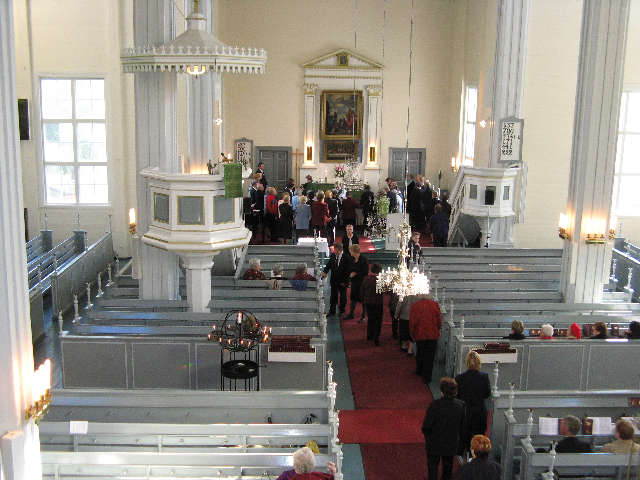
Vue de l'orgue vers le chœur.
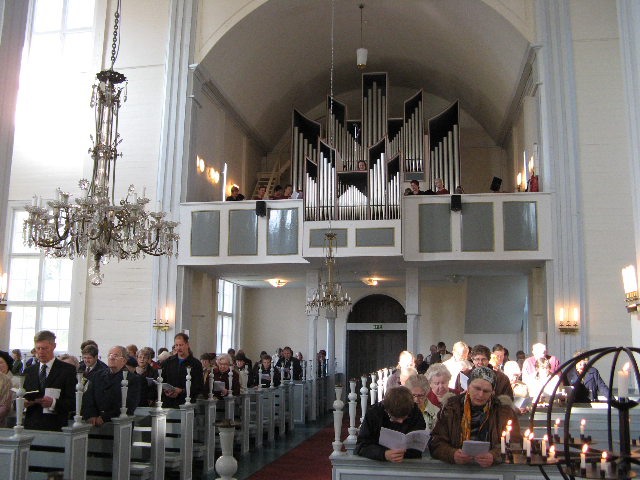
Vue vers l'orgue.
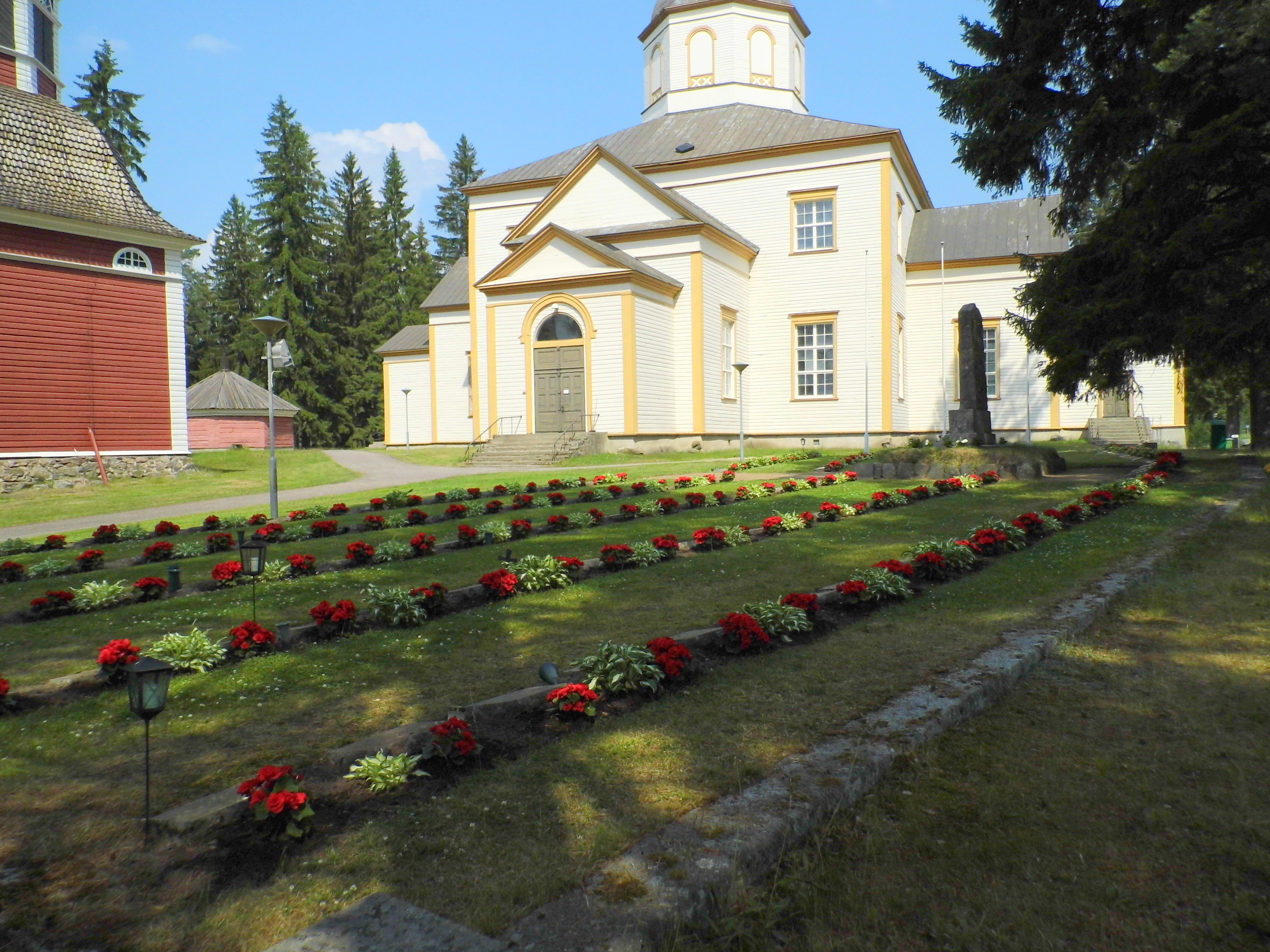
Tombes militaires.
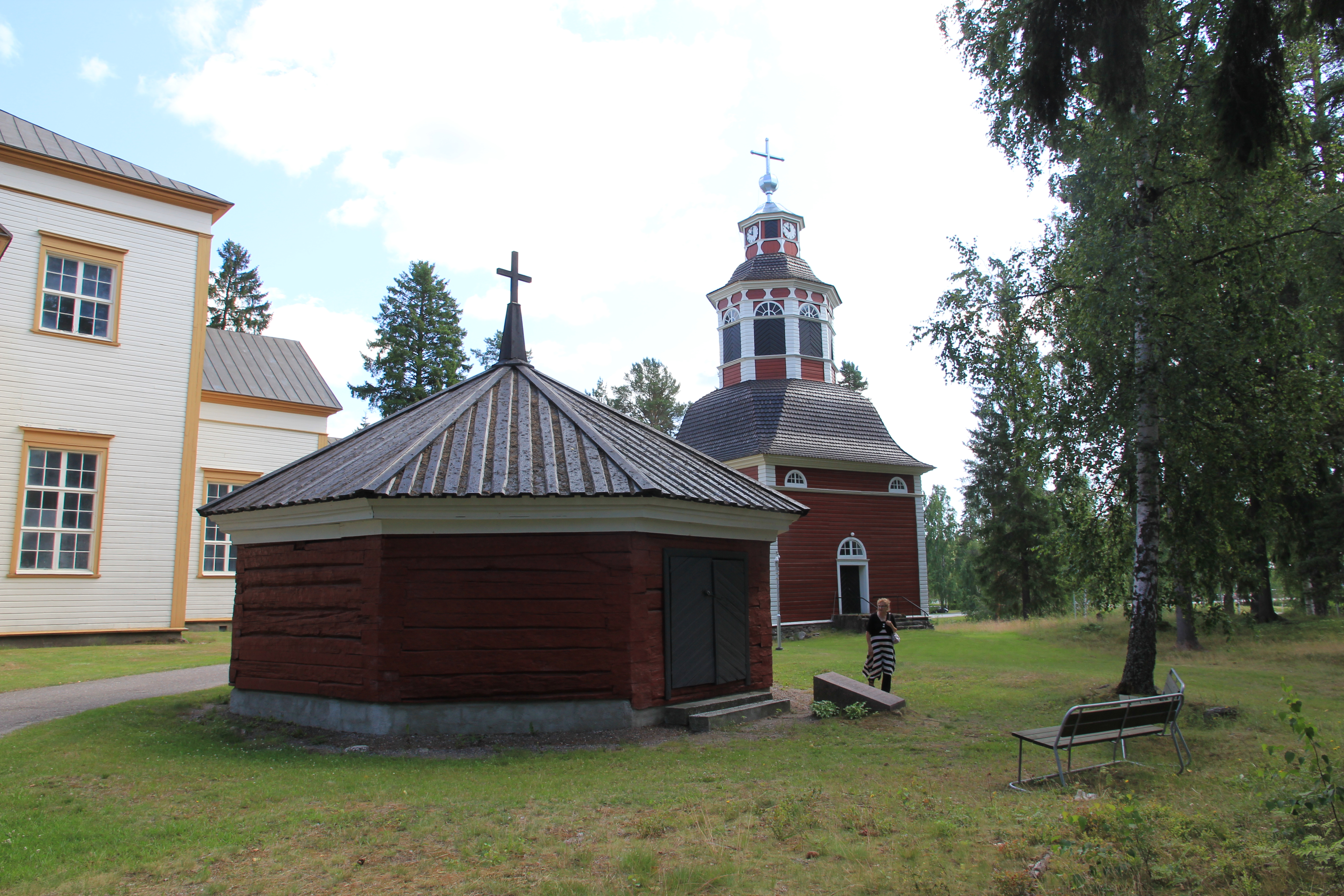
La chambre funéraire.